# Pseudogaurax triangularis
Pseudogaurax triangularis är en tvåvingeart som först beskrevs av Samuel Wendell Williston  1896.  Pseudogaurax triangularis ingår i släktet Pseudogaurax och familjen fritflugor. Inga underarter finns listade i Catalogue of Life.